# 구급전대 고고파이브 vs. 긴가맨
《 고고파이브 vs.갤럭시레인저 》(救急戦隊ゴーゴーファイブVSギンガマン)은 2000년 3월 10일에 발매된 오리지널 비디오 작품이다. 《구급전대 고고파이브》의 오리지널 비디오 작품이며, 슈퍼 전대 vs. 시리즈의 하나이다.

## 개요
《구급전대 고고파이브》와 《성수전대 긴가맨》의 크로스 오버 작품인 슈퍼 전대 V시네마 제6탄.
그랜드 크로스로부터 3개월 후의 일로 사라망 데스가 무한 연쇄 카드에 의한 작전을 실패한 직후라는 설정했다. V시네마 오리지널의 거대 로봇(초장광 빅토리 마즈)이 첫 등장하고 본 작품 이후 손님 측 전대의 6번째의 전사도 등장하게 된다. 또 본작 이후 OP의 영상이 V시네마 오리지널의 것으로 변경됐다. 전원이 모이다 몇가지 장면에서 긴가만 측의 배우의 일부가 더빙되어 있는 것 외, 하야테 역의 스에요시 코지, 사야 역의 미야자와 쥬리, 휴우가 역의 개울의 기회가 적다.
긴가맨은 고고파이브의 일을 안 듯 료우마의 발언에서 알 수 있다. 반대로 고고파이브는 긴가 사원을 아오야마 유타의 아버지 하루히코(본작에서는 아직 등장)의 그린 그림책의 캐릭터로 인지하고 있었다. 보쿠는 별의 전설의 그림책만 등장. 모크는 한 장면만 등장한다.
《파워 레인저 라이트 스피드 레스큐》 29화·30화에도, 전작의 레인저의 공투 일화라고 일부 영상이 사용되고 있다.

## 출연진

### 주연
- 타츠미 마토이 / 고 레드 : 니시오카 류이치로
- 타츠미 나가레 / 고 블루 : 타니구치 마사시
- 타츠미 쇼 / 고 그린 : 하라다 아츠시
- 타츠미 다이몬 / 고 옐로 : 시바타 켄지
- 타츠미 마츠리 / 고 핑크 : 시바타 카요코
- 료마 / 긴가 레드 (음성) : 마에하라 카즈키
- 하야테 / 긴가 그린 (음성) : 스에요시 코지
- 고우키 / 긴가 블루 (음성) : 쇼에이
- 히카루 / 긴가 옐로 (음성) : 다카하시 노부아키
- 사야 / 긴가 핑크 (음성) : 미야자와 쥬리
- 휴우가 / 흑기사 (음성) : 오가와 테루아키
- 타츠미 몬도 : 마이크 마키
- 아오야마 유타 : 하야카와 쇼고

### 주조연
- 모크 (음성) : 나야 로쿠로
- 애널라이즈 로보 민트 (음성) : 아이다 사야카
- 대마녀 그랑디누 (음성) : 야마다 미호
- 암흑왕 길 (음성) : 오오토모 류자부로
- 야수남작 코볼다 (음성) : 노무라 켄지
- 사령희 디너스 : 히라사와 카야
- 집사 피에르 (음성) : 타츠노 마이키
- 라이너 보이 (음성) : 야마기시 이사오

## 참고 문헌
- 《도에이 슈퍼 전대 시리즈 35작품 기념 공식 도록 백화 흐드러진다[시모노권]전대 유령 디자인 대감 1995-2012》 글라이드 미디어, 2012년 10월 16일.ISBN 978-4-8130-2180-3.

## 같이 보기
- 해적전대 고카이저 - 본작에서 등장한 《긴가맨 그림책》이 등장한다.